# Phare de Winterton
Le phare de Winterton est un phare situé dans le village côtier de Winterton-on-Sea, dans le comté du Norfolk en Angleterre.
Ce phare a été géré par le Trinity House Lighthouse Service à Londres, l'organisation de l'aide maritime des côtes de l'Angleterre, jusqu'en 1921.

## Histoire
Un phare est connu pour avoir été érigé à cet endroit au 17e siècle. Le premier phare a été construit entre 1616 et 1618 et a été détruit par le feu. Il a été reconstruit en 1687. C'était une tour octogonale qui était la propriété privée de la famille Turner. La lumière était un feu de gamme arrière entre 1677 à 1791, quand le phare d'Happisburgh a été construit. Les propriétaires recevait un penny pour chaque tonne de fret transporté par les navires qui naviguaient dans la zone du phare. On peut voir clairement son emplacement sur la carte à grande échelle de William Faden (en) du comté de Norfolk de 1779, et la carte de Bryant de 1826.
En 1836, le phare a été acheté par Trinity House. C'est une tour ronde de 19 m de haut, peinte en blanc, avec une lanterne noire. Pendant la Première Guerre mondiale, le phare actuel est devenu un poste de surveillance militaire. Peu de temps après, en 1921, le phare a cessé ses opérations. En 1921, le phare et son chalet sont transformés en résidence privée et sa lanterne est remplacée par une salle d'observation circulaire.

## Deuxième Guerre Mondiale
Le phare a été utilisé comme poste de surveillance militaire pendant la Seconde Guerre mondiale. À cette époque, la tour a été renforcée en maçonnerie et en béton au-dessus du niveau de la salle d'observation et une galerie a été ajoutée. Le phare a ensuite été utilisé pour le poste d'observation pour la batterie côtière de Winterton Emergency. Les bâtiments contigus ont été également utilisés comme garnison des artilleurs de la batterie côtière.

## Après-guerre
Après la guerre, le phare est devenu la maison du vicomte Elmley, député de l'East Norfolk. En 1970, ou peut-être plus tôt, le phare et le chalet devinrent partie intégrante du complexe de vacances Hermanus Holidays. En 2000, le phare et le chalet ont été vendus à nouveau et sont maintenant deux logements privés, l'un dans la tour, l'autre dans le chalet. En 2012, la salle d'observation à toit plat au-dessus de la tour a été enlevée et remplacée par une structure de lanterne, donnant à la tour son apparence de phare.
Identifiant : ARLHS : ENG-310
|                                                |
| Le phare en 2009 (avec sa salle d'observation) |

|                  |
| Le phare en 2009 |

### Lien connexe
- Liste des phares en Angleterre